# Jerzy Bińczycki

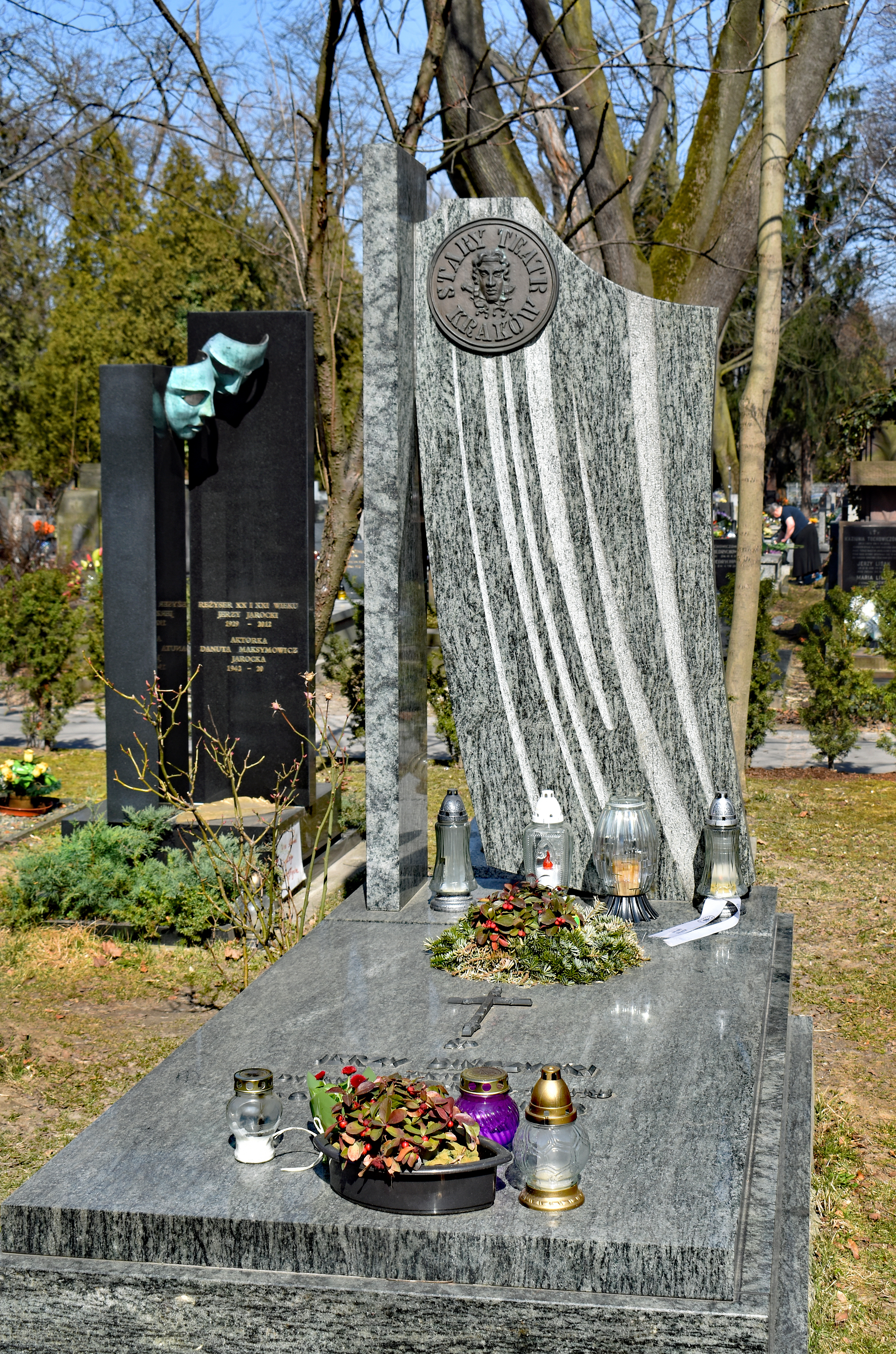
Cmentarz Rakowicki-Aleja Zasłużonych
Grób Jerzego Bińczyckiego

Jerzy Bińczycki (ur. 6 września 1937 w Witkowicach, zm. 2 października 1998 w Krakowie) – polski aktor teatralny i filmowy.

## Życiorys
W 1961 ukończył studia w Wyższej Szkole Teatralnej im. Ludwika Solskiego. Zaraz po studiach zaczął pracować w Teatrze Śląskim im. Stanisława Wyspiańskiego w Katowicach. Zadebiutował rolą Starka w inscenizacji Ludzi królestwa Roberta Penna Warrena.
W 1965 został zaangażowany przez Zygmunta Hübnera do Starego Teatru w Krakowie. Pozostał wierny tej scenie do końca życia, kilka miesięcy przed śmiercią (w lipcu 1998) został jej dyrektorem. To w Starym stworzył swe najwybitniejsze kreacje, w spektaklach Jerzego Jarockiego (rola Edka w Tangu Sławomira Mrożka, Tomasza Becketa w Mordzie w katedrze), Andrzeja Wajdy (Poloniusz w Hamlecie), Konrada Swinarskiego (Kajetan w Fantazym Juliusza Słowackiego) i wielu innych. Podejmował się także prac reżyserskich – w 1975 dokonał adaptacji dwóch sztuk Antona Czechowa – Niedźwiedź i Oświadczyny, sam też w nich zagrał.
W filmie zadebiutował w 1962 epizodyczną rolą policjanta w Drugim brzegu. W kolejnych latach wcielał się w niewielkie role, głównie czarnych charakterów. W 1975 nastąpił przełom – Jerzy Antczak zaangażował go do roli Bogumiła w adaptacji Nocy i dni Marii Dąbrowskiej. Rola Bińczyckiego zachwyciła krytyków i publiczność, przeszła do historii polskiego kina. Aktor otrzymał za nią wiele nagród, a film został nawet nominowany do Oscara. Bińczycki ukazał tu siłę swojego aktorstwa, jak pisał Krzysztof Demidowicz – „Zbudował on fascynującą, ponadczasową sylwetkę zwyczajnego człowieka. Delikatnie odsłonił psychiczne rany bohatera, pokazując jednocześnie jego wewnętrzne bogactwo”.
Później Bińczycki zagrał w wielu innych filmach – w Dreszczach Wojciecha Marczewskiego, Magnacie Filipa Bajona, Cieniach Jerzego Kaszubowskiego, Z biegiem lat, z biegiem dni... Wajdy i innych. Do historii kina przeszła jego kreacja w Znachorze Jerzego Hoffmana. Ostatnim filmem, w jakim zagrał Jerzy Bińczycki, był Pan Tadeusz – wcielił się tam w postać Macieja Dobrzyńskiego. Podczas 36 lat pracy w filmie zagrał ponad 70 ról.
W teatrze jego ostatnią aktorską kreacją był Escalus w Miarce za miarkę Szekspira w reżyserii Tadeusza Bradeckiego. Ostatnim spektaklem, który wyreżyserował były Śluby panieńskie Aleksandra Fredry w Tarnowskim Teatrze im. Ludwika Solskiego, gdzie gościnnie zagrał również rolę Radosta.
Angażował się także politycznie, działając w Unii Demokratycznej i Unii Wolności. Z ramienia UD kandydował do Senatu w 1991 w województwie tarnowskim. Otrzymał 39150 głosów, do otrzymania mandatu zabrakło mu niespełna 1800 głosów.
Zmarł nagle na zawał serca 2 października 1998, w szpitalu im. Gabriela Narutowicza w Krakowie. Został pochowany w alei zasłużonych cmentarza Rakowickiego w Krakowie (kwatera LXIX pas B-2-13). 

## Życie prywatne
Pierwszą żoną aktora w latach 60. była aktorka Elżbieta Willówna, z którą miał córkę Magdalenę (zm. 2025). Wiele lat po rozwodzie poślubił teatrolog i polityk Elżbietę z domu Godorowską, z którą miał syna Jana (ur. 1982), kulturoznawcę.

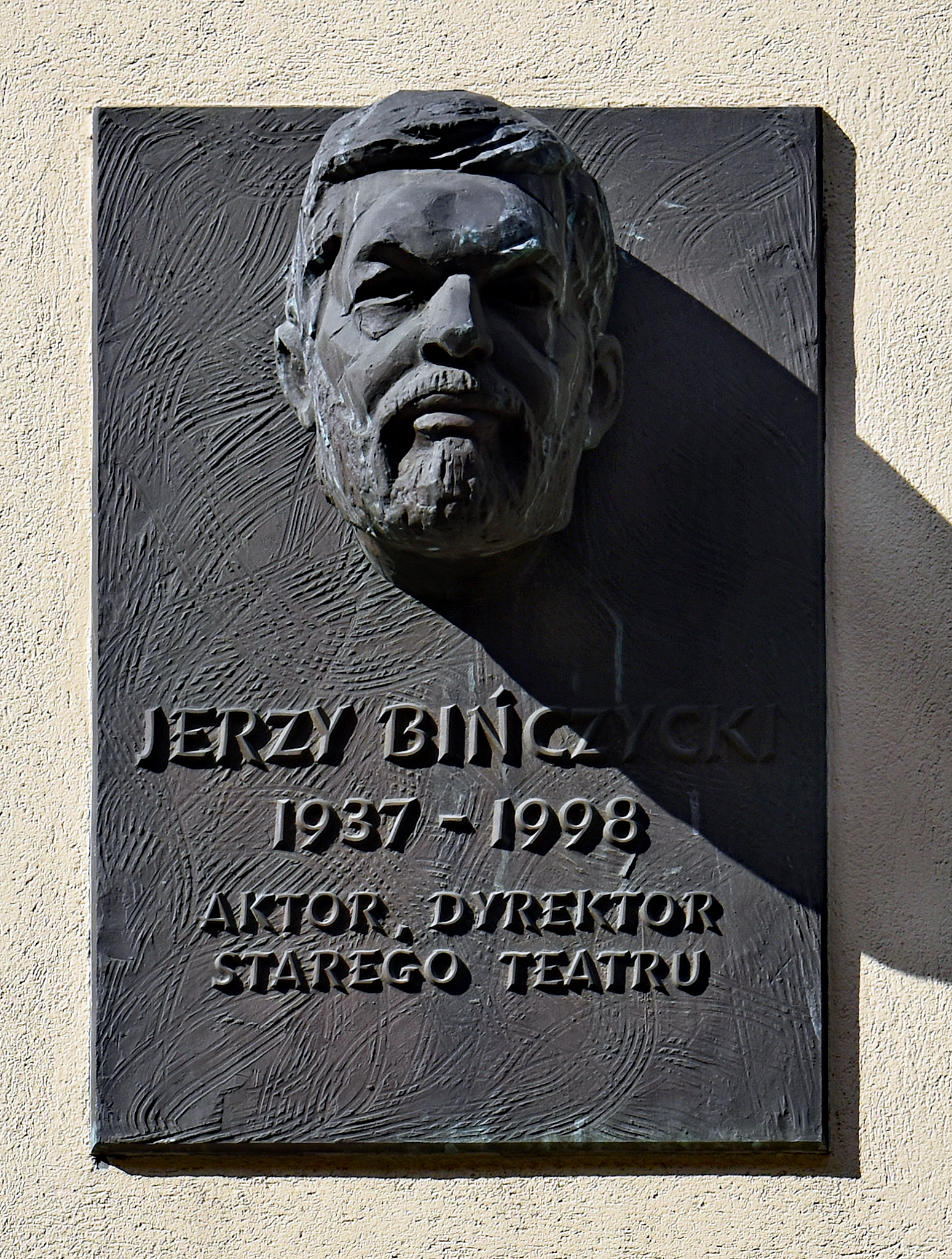
Tablica pamiątkowa na budynku Starego Teatru w Krakowie

## Filmografia
- 1969 – Sól ziemi czarnej jako Bernard Basista, brat Gabriela
- 1970 – Życie rodzinne jako dyrektor instytutu
- 1970 – Południk zero jako Byk
- 1973 – Janosik (serial telewizyjny) jako wartownik na zamku hrabiego
- 1975 – Noce i dnie jako Bogumił Niechcic
- 1976 – Dagny jako Jan Kasprowicz
- 1976 – Zaklęty dwór (serial telewizyjny) jako kozak Kostia Bulij sługa starościca Żwirskiego
- 1977 – Noce i dnie (serial telewizyjny) jako Bogumił Niechcic
- 1978 – Szpital Przemienienia jako inżynier Andrzej Nowacki, pacjent
- 1980 – Z biegiem lat, z biegiem dni... (serial telewizyjny) jako Felicjan Dulski
- 1980 – Punkt widzenia jako Tadeusz Rajewski, ojciec Marii
- 1981 – Dreszcze jako Cebula, nauczyciel języka polskiego
- 1981 – Najdłuższa wojna nowoczesnej Europy (serial telewizyjny) jako Augustyn Szamarzewski
- 1981 – Znachor jako Rafał Wilczur
- 1983 – Szczęśliwy brzeg jako Jan Kowalski, emerytowany kapitan Żeglugi Wielkiej
- 1983 – Na odsiecz Wiedniowi jako król Jan III Sobieski
- 1984 – Zabawa w chowanego jako Stanley Mazur
- 1984 – 1944 jako płk Stefan Polanicz „Klemens”
- 1984 – Lato leśnych ludzi (serial telewizyjny) jako Januszko „Rosomak”
- 1986 – Magnat jako Zbierski, dyrektor kopalni Von Teussów, ojciec Jurka
- 1987 – Sala nr 6 jako dr Andrzej Bloch
- 1987- Do domu jako leśniczy Gojny
- 1988 - Piłkarski poker jako działacz piłkarski
- 1988 – Męskie sprawy jako Józef Turowski, dziadek Gundzi / Hieronim, przodek Gundzi / Zygmunt, przodek Gundzi
- 1990 – Superwizja jako Ryszard Edman, prezes „SuperWizji”
- 1990 – Ucieczka z kina „Wolność” jako Karwański, kierownik kina „Wolność”, były oficer SB
- 1992 – Enak jako znany reporter
- 1994 – Legenda Tatr jako Pan Bóg
- 1994 – Panna z mokrą głową jako ksiądz
- 1994 – Panna z mokrą głową (serial) jako ksiądz
- 1995 – Dzieje mistrza Twardowskiego jako profesor Łukasz, wykładowca Twardowskiego na UJ
- 1998 – Syzyfowe prace (serial telewizyjny) jako ksiądz Wargulski
- 1999 – O dwóch takich, co nic nie ukradli jako profesor „Papa Skaut”
- 1999 – Przygody dobrego wojaka Szwejka jako pułkownik Schroder
- 1999 – Pan Tadeusz jako Maciej Królik-Rózeczka

## Ordery i odznaczenia
- Krzyż Oficerski Orderu Odrodzenia Polski (1989)
- Złoty Krzyż Zasługi (1975)[5]

## Nagrody
- Nagroda Miasta Krakowa (1978)[6]
- Nagroda prezesa Komitetu do spraw Radia i Telewizji za wybitne kreacje aktorskie w filmach i widowiskach telewizyjnych (1988)
- „Złoty Ekran” przyznawany przez tygodnik „Ekran” (1988)
- Nagroda na FPFF w Gdyni Najlepsza pierwszoplanowa rola męska: 1975: Noce i dnie

## Upamiętnienie
W 2001 na budynku Starego Teatru została odsłonięta tablica pamiątkowa z głową Jerzego Bińczyckiego.
23 kwietnia 2001 Szkole Podstawowej nr 68 w Krakowie-Witkowicach uroczyście nadano imię Jerzego Bińczyckiego, który był jej absolwentem.